# Amata tritonia
Amata tritonia är en fjärilsart som beskrevs av George Francis Hampson 1911. Amata tritonia ingår i släktet Amata och familjen björnspinnare. Inga underarter finns listade i Catalogue of Life.